# 霍氏後頜魚
霍氏後頜魚（学名：Opistognathus hopkinsi），又名霍氏後頜鰧、後頜鱚、狗旗仔，为後頜魚科後頜鰧屬下的一个种。

## 扩展阅读
- 維基物種上的相關：霍氏後頜魚